# Neculai Stoina
Neculai Stoina (n. 6 decembrie 1945, Bacău - 19 martie 2022 ,Sibiu) a fost un general român, care a îndeplinit funcția de director al Serviciului de Protecție și Pază (SPP) (18 martie 1999 - 28 decembrie 2000).

## Biografie
Neculai Stoina s-a născut la data de 6 decembrie 1945, în municipiul Bacău. După finalizarea Liceului Militar „Ștefan cel Mare” din Câmpulung Moldovenesc (1963), a absolvit Școala Militară Superioară de Ofițeri Activi „Nicolae Bălcescu” din Sibiu (1967) și Facultatea de Arme întrunite din cadrul Academiei de Înalte Studii Militare din București (1974).
A urmat ulterior un curs postacademic la București (1984), Colegiul Național de Apărare (1998), un curs postuniversitar pe tema „Probleme actuale ale securității și apărării naționale” (2000). În anul 1996 a obținut titlul științific de doctor în științe militare la Academia de Înalte Studii Militare din București. 
După absolvirea Școlii de ofițeri, este reținut la catedră ca profesor la Școala Militară de Ofițeri Activi „Nicolae Bălcescu” din Sibiu, unde a îndeplinit funcțiile de comandant de subunități ierarhice (1967–1981), șef al Catedrei de „Tactica Armelor Întrunite” și locțiitor al comandantului pentru arma Infanterie (1981–1984). 
Este numit apoi comandant al Liceului Militar „Dimitrie Cantemir” din Breaza (1984–1991), comandant al Institutului Militar de Infanterie și Chimie „Nicolae Bălcescu” din Sibiu (1991–1995) și în cele din urmă devine rector al Academiei Trupelor de Uscat „Nicolae Bălcescu” din Sibiu (1995–1997). În anul 1996 obține gradul didactic de conferențiar universitar și este ales ca membru corespondent al Academiei Oamenilor de Știință din România.
Între anii 1997–1999 îndeplinește un stagiu de comandă la Corpul 6 Armată „Horea, Cloșca și Crișan” din Târgu-Mureș. Începând din anul 1997 devine membru în comisii de susținere a examenelor și referatelor sau a tezelor de doctorat, participând în comisii de concurs pentru ocuparea posturilor didactice. În anul 1999 este ales ca membru titular al Academiei Oamenilor de Știință din România.
Generalul de brigadă dr. Neculai Stoina a fost numit, la data de 18 martie 1999, în funcția de director al Serviciului de Protecție și Pază (SPP) , cu rang de secretar de stat. În perioada cât a condus SPP-ul, a fost înaintat la gradele de general de divizie (cu 2 stele) la 1 decembrie 1999  și general de corp de armată (cu 3 stele) la 1 decembrie 2000 .
La data de 28 decembrie 2000, generalul Neculai Stoina a fost eliberat din funcția de director al SPP și trecut în rezervă .
După trecerea sa în rezervă, Neculai Stoina a îndeplinit pentru o perioadă (2000–2003) funcția de cadru didactic asociat la Academia Forțelor Terestre „Nicolae Bălcescu” din Sibiu. El a predat cursurile de "Contribuții pentru fundamentarea doctrinei de luptă a trupelor de uscat" și "Politologie și doctrină militară". 
Generalul Stoina vorbește bine limbile engleză și rusă.

## Distincții
De-a lungul carierei sale militare, generalul Stoina a primit următoarele distincții:
- Medalia „Meritul Militar”, clasa a II-a;
- Medalia „Meritul Militar”, clasa I;
- Medalia „Tudor Vladimirescu”, clasa I;
- Ordinul „Steaua Republicii Socialiste România”, clasa a V-a;
- Ordinul „Meritul Militar”, clasa a III-a;
- Ordinul „Meritul Militar”, clasa a II-a ;
- Ordinul „Meritul Militar”, clasa I;
- Ordinul Național "Pentru Merit" în grad de Mare Ofițer (30 noiembrie 2000) [5]

## Lucrări publicate
- 150 de ani de învățământ militar românesc (Ed. TIPO TRIB, Sibiu, 1997)
- Situația națiunilor – surse de insecuritate (Ed. Licorna, București, 1999)
- Eroi au fost, eroi sunt încă (Ed. Protransilvania, 2000)
- Tratat de știință militară – vol. I (Ed. Militară, București, 2001)